# Diedra
Diedra là một chi bướm đêm thuộc phân họ Tortricinae của họ Tortricidae.

## Các loài
- Diedra calocedrana Rubinoff & Powell, 1999
- Diedra cockerellana (Kearfott, 1907)
- Diedra intermontana Rubinoff & Powell, 1999
- Diedra leuschneri Rubinoff & Powell, 1999
- Diedra wielgusi (Clarke, 1991)